# Jimmy Wang Yu
Jimmy Wang Yu (Chinees 王羽, Pinyin Wáng Yǔ, Jyutping Wong Jyu, (Wuxi, 28 maart 1943 – Taipei, 5 april 2022) was een Chinese acteur, regisseur en filmproducent van de genres oosterse en martial arts.

## Biografie
Wang werd geboren als Wang Zhengquan in Shanghai. Voordat hij in 1963 bij de in Hongkong gevestigde Shaw Brothers Studio kwam, diende hij in het National Revolutionary Army en was hij ook zwemkampioen in Hong Kong en een liefhebber van autoraces. In 1968 trad hij op met Cheng Pei-pei in de wuxia-film Golden Swallow, geregisseerd door Chang Cheh. Daarna speelde Wang in vele andere wuxia-films, waaronder Temple of the Red Lotus (1965), One Armed Boxer (1971), Master of the Flying Guillotine [1] (1976) en Return of the Chinese Boxer (1977).
Als One-Armed Swordsman de film was die Wang's acteercarrière lanceerde, was The Chinese Boxer de film die zijn roem in de bioscoop van Hong Kong bezegelde. De laatste is vermeld als de eerste Hong Kong martial arts-film die het gevechtsgenre, voornamelijk kungfu, een kickstart gaf. Het veroorzaakte ook een fenomeen dat de gelederen van veel Chinese vechtsportverenigingen in Zuidoost-Azië vulde. Chinese jongeren, in hun poging om Wang te evenaren, begonnen met het slaan op zandzakken en lazen over de geschiedenis van Shaolin Kung Fu.
Onvrede achtervolgde Wang na de roem die explodeerde met The Chinese Boxer. Hij verbrak zijn contract met de Shaw Brothers Studio en kreeg prompt een rechtszaak opgelegd. De juridische strijd die in het voordeel van de studio eindigde, leidde ertoe dat Wang geen films meer mocht maken in Hong Kong. Wang keek vervolgens naar Taiwan voor betere carrièrevooruitzichten en sloot zich aan bij Golden Harvest en andere onafhankelijke filmoutfits. Zijn latere werken werden meestal gefilmd in Taiwan.
Met het succes van The Chinese Boxer was Wang korte tijd onbetwist in Zuidoost-Azië, als de Chinese acteur met de meest formidabele vuisten en benen. Maar vanaf de jaren 1970 begon Wangs ster te worden overschaduwd door de komst van nieuwe acteurs, velen met een superieure vechtsporttraining, zoals Ti Lung, David Chiang en vooral Bruce Lee, wiens rol in The Big Boss (1971) een revolutie teweegbracht in de martial arts-films.
In 1975 speelde Wang in de Australische actiefilm The Man from Hong Kong. In 1976 verscheen Wang samen met Jackie Chan in Killer Meteors van Lo Wei. Aan het eind van de jaren 1970 hielp Wang Chan toen deze zijn hulp zocht bij het beslechten van een geschil met Lo Wei. Chan betaalde uiteindelijk de gunst terug met zijn rollen in Wangs films, waaronder Fantasy Mission Force (1982) en Island of Fire (1990).
In 1986 castte Sammo Hung Wang als Wong Kei-ying (de vader van de Chinese volksheld Wong Fei Hung) in Millionaire's Express. In de jaren die volgden, hield Wang zich onopvallend en had een zeldzame openbare verschijning in 2002 op de begrafenis van Chang Cheh.
Wang speelde in meer dan 70 films in een carrière die meer dan twee decennia besloeg. Hij heeft een onuitwisbare stempel gedrukt op de geschiedenis van de vechtsportfilm. Wang was ooit de best betaalde vechtsportfilmacteur in Hong Kong voordat Bruce Lee het record brak.

## Privéleven en overlijden
In 1969 trouwde Wang met actrice Jeanette Lin Chui, die negen jaar ouder was dan hij. Daarvoor had Wang een affaire met de vrouw van filmregisseur Chun Kim, die zichzelf ophing voordat er een scheiding plaatsvond. Jeanette Lin, die in de jaren 1950 en 1960 een prominente rol had in de bioscoop in Hong Kong, verliet de industrie vrijwel onmiddellijk na haar huwelijk. Het huwelijk bleek tumultueus te zijn voor zowel Wang als Lin. Te midden van beschuldigingen van huiselijk geweld door Wang liep het huwelijk in 1975 op de klippen. Wang en Lin kregen drie dochters; hun oudste dochter Linda Wong werd in de jaren 1990 een populaire cantopop-zangeres. Lin migreerde in 1977 naar de Verenigde Staten en overleed in 1995 aan een astma-aanval.
Wang hertrouwde later in 1978 met stewardess Wang Kaizhen (王凱貞). Ook dit huwelijk bleek een stormachtige relatie, en Wang Kaizhen vroeg om echtscheiding. Mogelijk uit frustratie begon Wang Kaizhen een affaire met de jonge zakenman Zhang Zhao (張昭). Nadat hij er lucht van had gekregen, verraste Wang, vergezeld van verslaggevers en de politie, het paar in hun accommodatie en stelde zijn vrouw publiekelijk bloot. Nadat het paar publiekelijk werd vernederd, scheidde Wang in 1997 van zijn tweede vrouw.
In 1981 werd Wang beschuldigd van moord in Taiwan. Echter, de aanklacht werd uiteindelijk ingetrokken voordat het bij de rechtbank kon komen vanwege gebrek aan bewijs. Wangs betrokkenheid bij openbare vechtpartijen haalde van tijd tot tijd ook de krantenkoppen.
In 2011 kreeg Wang een beroerte waardoor hij veel van zijn kracht in de linkerkant van zijn lichaam verloor. Hij werkte echter krachtig in de fysiotherapie en overschreed zelfs het door de arts aanbevolen tempo. Naar verluidt zou hij zijn arm 1000 keer per dag optillen in plaats van 200 en drie keer de voorgestelde afstand lopen. Als resultaat van zijn inspanningen heeft hij het grootste deel van zijn vermogen om te lopen en te praten teruggevonden, hoewel hij zijn volledige kracht niet meer kan gebruiken. Sindsdien heeft hij geprobeerd een zo normaal mogelijk leven te leiden en is hij zelfs teruggekeerd naar het filmwerk. Hij gaf toe dat hij zelfs reed naar zijn fysiotherapiesessie, waarbij hij de auto met slechts één arm bestuurde, maar legde uit dat zijn dochter daar een einde aan maakte toen ze erachter kwam en een chauffeur voor hem inhuurde.
Wang overleed op 5 april 2022 in Taipei op 79-jarige leeftijd.

## Trivia
- Noemenswaardig zijn de talrijke films, waarin hij eenarmige helden speelde en die tegenwoordig tot zijn grootste en in Europa ook bekendste successen tellen. Zijn eerste zodanige film The One-Armed Swordsman, was de eerste film die in Hongkong meer dan een miljoen bioscoopbezoekers kon noteren. Wang Yu telt als een van de eerste vertolkers van antihelden en was zo de mede-grondlegger van dit soort genre.
- Anders dan veel van zijn collega's was Wang Yu geen volledig opgeleide vechtacteur. Zij ervaring komt vooral voort uit straatgevechten, waarin hij als jeugdige vaak verwikkeld was. Zijn agressieve en vaak niet perfecte vechtstijl is tot vandaag een van zijn onverwisselbaar kenmerken.
- Wang Yu werd vroeg ontdekt en ingezet door regisseur Chang Cheh, zoals ook veel van zijn latere collega's.

## Filmografie
- 1965: Der Tempel des roten Lotus
- 1966: Mr. Kugelblitz schlägt zu
- 1968: The one-armed swordsman
- 1970: Long hu dou
- 1971: One-armed boxer
- 1971: Wei zhen si fei
- 1972: Kung Fu Mama
- 1972: The desperate chase
- 1972: Zong heng tian xia
- 1974: The man from Hong Kong
- 1974: Four real friends
- 1975: Du bi quan wang da po xue di zi Poster
- 1977: The deadly silver spear
- 1982: Mai nei dak gung dui
- 1985: Millionaire's Express
- 1986: Jingcha gushi
- 1991: Island on fire
- 1991: Once upon a Time in China
- 1992: Shogun and Little Kitchen
- 1993: Beheaded 1000
- 2002: Kung Pow: Enter the Fist
- 2011: Wu Xia
- 2011: Let's Go!
- 2012: Xue di zi

- Biblioteca Nacional de España: XX1218971
- Bibliothèque nationale de France: cb142409518 (data)
- Catàleg d'autoritats de noms i títols de Catalunya: 981058509856506706
- Gemeinsame Normdatei: 140027564
- International Standard Name Identifier: 0000 0001 1939 209X
- Library of Congress Control Number: no2004073091
- Nationale bibliotheek van Australië: 36010952
- Système universitaire de documentation: 151158878
- Virtual International Authority File: 122204193